# Piotr Chmielewski
Piotr Chmielewski (* 18. September 1970 in Lublin) ist ein ehemaliger polnischer Radrennfahrer.
1993 gewann Piotr Chmielewski das Rennen Polska–Ukraina, 1996 wurde er polnischer Meister im Einzelzeitfahren. 1998 siegte er bei der Bałtyk-Karkonosze Tour. Ab 2000 fuhr er für das Team Mróz und startete bei den Olympischen Sommerspielen in Sydney im Straßenrennen, das er aber nicht beendete. 2001 gewann er die Gesamtwertung des Giro del Capo, den Memoriał Henryka Łasaka und jeweils eine Etappe bei der Polen-Rundfahrt und bei der Herald Sun Tour. 2003 wechselte er zu CCC Polsat, wo er unter anderem eine Etappe bei der Wyscig Dookola Mazowska für sich entschied. 2004 und 2005 fuhr er zwei Jahre für Intel-Action und 2006 wieder für CCC Polsat. 2004 gewann er die Slowakei-Rundfahrt. Ab 2007 fuhr er für Action-Uniqa, im Jahr darauf beendete er seine Radsport-Karriere.

## Erfolge
1993
- Polska–Ukraina

1996
- Polnischer Meister – Einzelzeitfahren

1998
- Bałtyk-Karkonosze Tour

2000
- eine Etappe Course de la Solidarité Olympique

2001
- Giro del Capo
- Memoriał Henryka Łasaka
- eine Etappe Polen-Rundfahrt
- eine Etappe Herald Sun Tour

2004
- Slowakei-Rundfahrt

## Teams
- 1997 PEKAES Irena Zepter
- 1998 PEKAES Irena Zepter
- 1999 Servisco
- 2000–2002 Mróz
- 2003 CCC Polsat
- 2004 Action-ATI
- 2005 Intel-Action
- 2006 CCC Polsat
- 2007 Action-Uniqa
- 2008 Mróz Action Uniqa